# Carlos Alonso González
Carlos Alonso González, noto anche con lo pseudonimo di Santillana (Santillana del Mar, 23 agosto 1952), è un ex calciatore spagnolo, di ruolo attaccante.
Soprannominato Santillana per via delle sue origini, segnò 290 reti in 643 partite con il Real Madrid. Tali numeri lo rendono il quarto calciatore per presenze (preceduto da Raúl, Manuel Sanchís e Iker Casillas), e il quarto miglior marcatore della storia del club madrileno. Fu considerato un "maestro" "formidabile nel gioco aereo".

## Carriera

### Club
Inizia nel Satélite, compagine satellite della Sociedad Deportiva Barreda Balompié, con cui giunge a disputare la terza divisione, per poi passare nel 1970 al Racing Santander in seconda. Per la stagione 1971-72 viene acquistato dal Real Madrid, nelle cui file rimane fino al 1988. In occasione dell'ultima partita disputata con il club madridista contro il Valladolid gli viene consegnata la Medaglia d'Oro al Merito dello Sport Cantabrico.
Con il Real ha vinto 9 titoli nazionali, 4 Copa del Rey, 2 Coppe UEFA ed è decimo nella classifica dei cannonieri della Primera División, con 187 reti in 461 gare. Tuttavia non ha mai vinto il titolo di Pichichi.
Nei quattro confronti degli anni '80 con l'Inter, semifinale di Coppa dei Campioni 1980-1981, quarti di finale di Coppa delle Coppe 1982-1983 e semifinale di coppa UEFA 1984-1985 e 1985-1986, ha messo a segno sei reti, tutte al Santiago Bernabéu, risultando determinante per tutte le quattro qualificazioni da parte del Real a scapito dell'Inter.

### Nazionale
Con la nazionale spagnola ha giocato 56 gare segnando 15 reti. Ha disputato i mondiali del 1978 e 1982 e gli Europei 1984, conclusisi con il secondo posto della nazionale iberica.

## Statistiche

### Presenze e reti nei club
Statistiche aggiornate al termine della carriera da calciatore.
| Stagione           | Squadra            | Campionato         | Campionato | Campionato | Coppe nazionali | Coppe nazionali | Coppe nazionali | Coppe continentali | Coppe continentali | Coppe continentali | Altre coppe | Altre coppe | Altre coppe | Totale | Totale |
| Stagione           | Squadra            | Comp               | Pres       | Reti       | Comp            | Pres            | Reti            | Comp               | Pres               | Reti               | Comp        | Pres        | Reti        | Pres   | Reti   |
| ------------------ | ------------------ | ------------------ | ---------- | ---------- | --------------- | --------------- | --------------- | ------------------ | ------------------ | ------------------ | ----------- | ----------- | ----------- | ------ | ------ |
| 1970-1971          | Racing Santander   | SD                 | 35         | 16         | CG              | 1               | 0               | -                  | -                  | -                  | -           | -           | -           | 36     | 16     |
| 1971-1972          | Real Madrid        | PD                 | 34         | 10         | CG              | 6               | 3               | CU                 | 4                  | 2                  | -           | -           | -           | 44     | 15     |
| 1972-1973          | Real Madrid        | PD                 | 29         | 10         | CG              | 0               | 0               | CC                 | 6                  | 5                  | -           | -           | -           | 35     | 15     |
| 1973-1974          | Real Madrid        | PD                 | 18         | 3          | CG              | 6               | 7               | CU                 | 0                  | 0                  | -           | -           | -           | 24     | 10     |
| 1974-1975          | Real Madrid        | PD                 | 32         | 17         | CG              | 7               | 3               | CdC                | 4                  | 3                  | -           | -           | -           | 43     | 23     |
| 1975-1976          | Real Madrid        | PD                 | 30         | 12         | CG              | 2               | 1               | CC                 | 7                  | 5                  | -           | -           | -           | 39     | 18     |
| 1976-1977          | Real Madrid        | PD                 | 30         | 12         | CR              | 2               | 0               | CC                 | 4                  | 1                  | -           | -           | -           | 36     | 13     |
| 1977-1978          | Real Madrid        | PD                 | 34         | 24         | CR              | 6               | 4               | -                  | -                  | -                  | -           | -           | -           | 40     | 28     |
| 1978-1979          | Real Madrid        | PD                 | 33         | 18         | CR              | 11              | 6               | CC                 | 4                  | 3                  | -           | -           | -           | 48     | 27     |
| 1979-1980          | Real Madrid        | PD                 | 33         | 23         | CR              | 6               | 3               | CC                 | 8                  | 3                  | -           | -           | -           | 47     | 29     |
| 1980-1981          | Real Madrid        | PD                 | 31         | 13         | CR              | 4               | 1               | CC                 | 8                  | 3                  | -           | -           | -           | 43     | 17     |
| 1981-1982          | Real Madrid        | PD                 | 20         | 9          | CR              | 3               | 0               | CU                 | 5                  | 2                  | -           | -           | -           | 28     | 11     |
| 1982-1983          | Real Madrid        | PD                 | 27         | 9          | CR+CdL          | 6+5             | 8+5             | CdC                | 9                  | 8                  | SS          | 1           | 0           | 48     | 30     |
| 1983-1984          | Real Madrid        | PD                 | 31         | 13         | CR+CdL          | 8+0             | 3+0             | CU                 | 2                  | 1                  | -           | -           | -           | 41     | 17     |
| 1984-1985          | Real Madrid        | PD                 | 22         | 4          | CR+CdL          | 2+5             | 0+3             | CU                 | 8                  | 5                  | -           | -           | -           | 37     | 12     |
| 1985-1986          | Real Madrid        | PD                 | 27         | 4          | CR+CdL          | 6+2             | 5+0             | CU                 | 9                  | 5                  | -           | -           | -           | 44     | 14     |
| 1986-1987          | Real Madrid        | PD                 | 18         | 1          | CR              | 2               | 1               | CC                 | 5                  | 2                  | -           | -           | -           | 25     | 4      |
| 1987-1988          | Real Madrid        | PD                 | 12         | 4          | CR              | 7               | 4               | CC                 | 4                  | 0                  | -           | -           | -           | 23     | 8      |
| Totale Real Madrid | Totale Real Madrid | Totale Real Madrid | 461        | 186        |                 | 96              | 56              |                    | 87                 | 48                 |             | 1           | 0           | 645    | 290    |
| Totale carriera    | Totale carriera    | Totale carriera    | 496        | 202        |                 | 97              | 56              |                    | 87                 | 48                 |             | 1           | 0           | 681    | 306    |

## Palmarès

### Club

#### Competizioni nazionali
- Campionato spagnolo: 9

Real Madrid: 1971-1972, 1974-1975, 1975-1976, 1977-1978, 1978-1979, 1979-1980, 1985-1986, 1986-1987, 1987-1988
- Coppa di Spagna: 4

Real Madrid: 1973-1974, 1974-1975, 1979-1980, 1981-1982
- Coppa della Liga: 1

Real Madrid: 1984-1985

#### Competizioni internazionali
- Coppa UEFA: 2

Real Madrid: 1984-1985, 1985-1986

### Individuale
- Capocannoniere della Coppa delle Coppe: 1

1982-1983 (8 gol)